# Кневичанка
Кневича́нка (до 1972 года Тангауза) — река в Приморском крае России, основная водная артерия города Артёма, протекающая по северо-восточной окраине города. Является правым притоком реки Артёмовки, которая фактически имеет с Кневичанкой общий эстуарий длиной около 4 км, выходящий в Муравьиную бухту Уссурийского залива Японского моря. Бассейн Кневичанки занимает свыше 80 % общей площади города.

## Гидрография
Длина реки 33 км, площадь водосборного бассейна — 476 км². Кневичанка берёт начало у горы Поповка высотой 324 метра. Река течёт по холмистой местности, высота которой достигает местами более 400-х метров. Бассейн реки имеет густую речную сеть, которую питают муссонные дожди. К наиболее крупным притокам реки Кневичанки относятся реки Болотная, Орловка, Ивнянка, Пушкарёвка, Зыбунный Ключ, Озёрные Ключи, Безымянный Ключ, Соловейцев Ключ, Пушкарёв Ключ и другие. В бассейне реки расположено озеро Кролевецкое.